# Lüttersmühle
Lüttersmühle war ein Ortsteil der Gemeinde Neunkirchen-Seelscheid im Rhein-Sieg-Kreis.

## Lage
Die Lüttersmühle lag im Wahnbachtal und wurde 1958 von der Wahnbachtalsperre überflutet. Nachbarorte waren Wahn im Westen und Wolperath im Osten. Die Ortsteile Herkenrathermühle im Norden und Hillenbach sind ebenfalls untergegangenen.

## Geschichte
Die Wassermühle gehörte zur Gemeinde Neunkirchen. Sie wurde 1645 erstmals erwähnt und war als Getreide- und Ölmühle bis 1803 gegenüber dem Minoritenkloster in Seligenthal abgabepflichtig.
1830 hatte Lüttersmühle 18 Einwohner. 1845 hatte der Hof 34 katholische Einwohner in fünf Häusern. 1888 gab es sechs Bewohner in einem Gebäude.
1901 hatte die Mühle sechs Einwohner. Müller war Paul Küpper.
1956 kaufte der Wahnbachtalsperrenverband die Mühle vom letzten Müller Josef Küpper für 239 438 Mark.